# حوزه انتخابیه آستارا
حوزه انتخابیه آستارا یکی از حوزه‌های انتخابیه مجلس شورای اسلامی در استان گیلان است که ۱ نماینده دارد.

## فهرست نمایندگان
| ر.  | منتخب               | محل تولد | سن منتخب | تعداد آراء       | دوره    |
| --- | ------------------- | -------- | -------- | ---------------- | ------- |
| ۱   | محمد فرض‌پور ماچیانی | رودسر    | ۲۹ سال   | ۵٬۱۷۹ از ۸٬۹۶۴   | نخست    |
| ۲   | اسماعیل آهنی        | آستارا   | ۲۸ سال   | ۷٬۵۹۰ از ۱۴٬۷۷۸  | دوم     |
| (۱) | محمد فرض‌پور ماچیانی | رودسر    | ۳۷ سال   | ۱۳٬۱۱۷ از ۲۶٬۳۹۴ | سوم     |
| ۳   | شاپور مرحبا         | آستارا   | ۳۴ سال   | ۱۲٬۲۷۲ از ۲۷٬۵۹۵ | چهارم   |
| (۳) | شاپور مرحبا         | آستارا   | —        | ۱۹٬۸۱۰ از ۳۵٬۹۲۶ | پنجم    |
| (۳) | شاپور مرحبا         | آستارا   | ۳۹ سال   | ۱۵٬۱۲۴ از ۲۵٬۲۱۹ | پنجم    |
| ۴   | حسن زحمتکش          | آستارا   | ۵۳ سال   | ۱۶٬۶۲۲ از ۴۱٬۵۰۰ | ششم     |
| (۳) | شاپور مرحبا         | آستارا   | ۴۶ سال   | ۲۲٬۹۸۴ از ۴۴٬۳۹۰ | هفتم    |
| ۵   | فرهاد دلق‌پوش        | آستارا   | ۳۹ سال   | ۱۸٬۲۶۹ از ۴۳٬۶۸۶ | هشتم    |
| ۶   | صفر نعیمی           | اردبیل   | ۵۳ سال   | ۲۴٬۰۶۲ از ۴۹٬۱۷۴ | نهم     |
| ۷   | ولی داداشی          | آستارا   | ۳۵ سال   | ۱۴٬۱۷۳ از ۵۰٬۸۶۶ | دهم     |
| ۸   | غلامرضا مرحبا       | آستارا   | ۴۲ سال   | ۱۴٬۸۳۴ از ۴۱٬۹۴۵ | یازدهم  |
| (۷) | ولی داداشی          | آستارا   | ۴۳ سال   | ۱۶٬۴۷۴ از ۵۰٬۱۰۴ | دوازدهم |

## دوره‌های انتخابات

### دوره نخست
اولین دوره انتخابات مجلس شورای اسلامی در روز ۲۴ اسفند ۱۳۵۸ برگزار شد که هیچ‌یک از نامزدها قادر به کسب حدنصاب لازم نشدند. از مجموع ۸٬۴۱۱ رأی مأخوذه، فرامرز شکوری با ۳٬۸۷۲ رأی و محمد فرض‌پور ماچیانی با ۲٬۹۷۷ رأی به دور دوم رفتند. نفر سوم نیز ۱٬۰۲۶ رأی به دست آورده بود. راه‌یافتگان به دور دوم انتخابات، مورد حمایت حزب‌ها و ائتلاف‌های سراسری نبودند. با این حال، ائتلاف کاندیداهای انقلابی و ترقی‌خواه، وابسته به سازمان مجاهدین خلق ایران، دارای نامزد اختصاصی به نام بختیار نورزاده بود
دور دوم انتخابات در روز ۱۹ اردیبهشت ۱۳۵۹ برگزار شد که از مجموع ۸٬۹۶۴ رأی مأخوذه، محمد فرض‌پور ماچیانی با ۵٬۱۷۹ رأی به مجلس راه پیدا کرد. او دادستان سابق انقلاب اسلامی غرب گیلان (شهرستان‌های بندر انزلی، طوالش و آستارا) بود که به دنبال درگیری خونین بین صیادان انزلی با ادارهٔ شیلات، در مهر ۱۳۵۸ از سمت خود استعفا داده بود.

### دوره دوم
دومین دوره انتخابات مجلس شورای اسلامی در روز ۲۶ فروردین ۱۳۶۳ برگزار شد. مجموع آرای مأخوذه ۱۷٬۷۴۲ رأی بود که به علت عدم کسب حدنصاب توسط نامزدها، انتخابات به دور دوم کشیده کشیده شد. انتخابات دور دوم مجلس سوم در روز ۲۷ اردیبهشت ۱۳۶۳ بین اسماعیل آهنی و شاپور مرحبا برگزار شد که اسماعیل آهنی با کسب ۷٬۵۹۰ رأی از مجموع ۱۴٬۷۷۸ رأی مأخوذه، حائز اکثریت آراء شد.

### دوره سوم
در این دوره، ۷ نامزد به نام‌های حسنعلی ابری، اسماعیل آهنی، اکبر حضرت‌زاد، عمران رضایی‌نیا، جبرائیل سلیمان‌پور، مجتبی عالم‌خواه و محمد فرض‌پور ماچیانی تأیید صلاحیت شدند. سومین دوره انتخابات مجلس شورای اسلامی در روز ۱۹ فروردین ۱۳۶۷ برگزار شده و محمد فرض‌پور ماچیانی با کسب ۱۳٬۱۱۷ رأی از مجموع ۲۶٬۳۹۴ رأی مأخوذه، برای بار دوم به مجلس راه پیدا کرد.

### دوره چهارم
در این دوره، ۵ نامزد به نام‌های اکبر حضرت‌زاد، فرنوش سیف‌اللهی فخر، محمد فرض‌پور ماچیانی، مهرداد کریمی گیوی و شاپور مرحبا تأیید صلاحیت شدند. چهارمین دوره انتخابات مجلس شورای اسلامی در روز ۲۱ فروردین ۱۳۷۱ برگزار شده و شاپور مرحبا با کسب ۱۲٬۲۷۲ رأی از مجموع ۲۷٬۵۹۵ رأی مأخوذه، به مجلس راه پیدا کرد.

### دوره پنجم
در این دوره، ۹ نامزد به نام‌های سید تقی بادوام، محمدصادق برنج‌چی، اکبر حضرت‌زاد، بهنام ساسانیان، فرنوش سیف‌اللهی فخر، محمدرضا محمدزاده، شاپور مرحبا، منصور نصیری و سیاب نورآقایی تأیید صلاحیت شدند. پنجمین دوره انتخابات مجلس شورای اسلامی در روز ۱۸ اسفند ۱۳۷۴ برگزار شد و شاپور مرحبا با کسب ۱۹٬۸۱۰ رأی از مجموع ۳۵٬۹۲۶ رأی مأخوذه، در رتبهٔ نخست قرار گرفت؛ ولی به دلیل بروز تخلفات گسترده در روز انتخابات، نتایج انتخابات حوزه انتخابیه آستارا باطل شده و آستارا به مدت ۹ ماه، نماینده‌ای در مجلس نداشت. انتخابات میان‌دوره‌ای اول مجلس پنجم در روز ۱۹ بهمن ۱۳۷۵ برگزار شده و در نتیجه آن، شاپور مرحبا با کسب ۱۵٬۱۲۴ رأی از مجموع ۲۵٬۲۱۹ رأی مأخوذه برای بار دوم به مجلس راه پیدا کرد. وی روز ۵ اسفند در مجلس سوگند یاد کرد. میزان مشارکت در این دوره، حدود ۷۰ درصد بود.

### دوره ششم
ششمین دوره انتخابات مجلس شورای اسلامی در روز ۲۹ بهمن ۱۳۷۸ برگزار شده و حسن زحمتکش در رقابت با ۸ نامزد دیگر، با کسب ۱۶٬۶۲۲ رأی از مجموع ۴۱٬۵۰۰ رأی مأخوذه به مجلس راه پیدا کرد. نرخ مشارکت در این دوره، حدود ۹۲ درصد بود. حضور چشم‌گیر زنان در انتخابات، اثری تعیین‌کننده در سرنوشت نهایی رأی‌گیری در این شهر داشت. جبههٔ دوم خرداد در حوزهٔ انتخابیه آستارا نامزد اختصاصی معرفی نکرده بود و هفته‌نامهٔ عصر ما نیز وابستگی جناحی حسن زحمتکش را مستقل معرفی کرد. با این حال، ایرنا، حسن زحمتکش را جزو منتخبان هم‌سو با جبههٔ دوم خرداد دسته‌بندی کرده بود.

### دوره هفتم
حسن زحمتکش نمایندهٔ اصلاح‌طلب آستارا و یکی از تحصن‌کنندگان مجلس ششم که در انتخابات دوره پیشین بر شاپور مرحبا پیروز شده بود، در روز اول دی، با اذعان به تحقق نیافتن مطالبات مردم از وی، از عدم کاندیداتوری خود خبر داد. با این حال، وی یکی از ۱۳۲ نمایندهٔ مجلس ششم بود که در بیانیهٔ روز ۲۶ بهمن مدعی شدند حوزه‌های انتخابیه خود را «فاقد حداقل شرایط رقابت جدی و مؤثر» می‌دانند. از سوی دیگر، ۷ نفر از ۱۵ نفری که در حوزه انتخابیه آستارا ثبت‌نام کرده بودند، توسط هیئت نظارت ردصلاحیت شدند. این در حالی است که هیئت اجرایی فقط صلاحیت ۱ نفر را رد کرده بود. همچنین صلاحیت شاپور مرحبا نمایندهٔ سابق، در مرحله تجدیدنظر، مورد تأیید شورای نگهبان قرار گرفت و تعداد نامزدان تأییدشده به ۹ نفر رسید. رحمت‌الله آقا جمالی، سید تقی بادوام، لطیف پنداریان، پرویز حاجت‌زاده سه‌ساری، اکبر حضرت‌زاد، فرهاد دلق‌پوش، عدالت ستودی، فریده کریم‌زاده ثمرین، و شاپور مرحبا نامزدهای نهایی انتخابات بودند که ۲ نامزد، پیش از آغاز رأی‌گیری، انصراف خود از انتخابات را اعلام کردند. هیجان انتخاباتی در این دوره، در سطح بالایی گزارش شده‌است. به گزارش ایرنا، شمار رأی‌دهندگان در طول ۱۰ ساعت رأی‌گیری، حدود ۳۰٪ بود ولی در ساعت‌های تمدید اخذ رأی، با تشکیل صف‌های طولانی رأی‌دهندگان، از ۸۵٪ نیز فراتر رفت.
هفتمین دوره انتخابات مجلس شورای اسلامی در روز ۱ اسفند ۱۳۸۲ برگزار شده و شاپور مرحبا با کسب ۲۲٬۹۸۴ رأی از مجموع ۴۴٬۳۹۰ رأی مأخوذه، برای سومین بار به مجلس راه پیدا کرد. به گزارش کیهان در همان زمان، شاپور مرحبا در جناح اصول‌گرایان قرار داشت. حوزه انتخابیه آستارا با حدود ۸۸ درصد مشارکت، بیشترین میزان مشارکت را در استان گيلان به خود اختصاص داد.
| ۱ اسفند ۱۳۸۲                                          | ۱ اسفند ۱۳۸۲                                          | ۱ اسفند ۱۳۸۲                                          | ۱ اسفند ۱۳۸۲                                          | ۱ اسفند ۱۳۸۲                                          | ۱ اسفند ۱۳۸۲                                          | ۱ اسفند ۱۳۸۲                                          |
| تعداد واجدان حق رأی: ۵۰٬۴۸۳ نفر، میزان مشارکت: ۸۷٫۹۳٪ | تعداد واجدان حق رأی: ۵۰٬۴۸۳ نفر، میزان مشارکت: ۸۷٫۹۳٪ | تعداد واجدان حق رأی: ۵۰٬۴۸۳ نفر، میزان مشارکت: ۸۷٫۹۳٪ | تعداد واجدان حق رأی: ۵۰٬۴۸۳ نفر، میزان مشارکت: ۸۷٫۹۳٪ | تعداد واجدان حق رأی: ۵۰٬۴۸۳ نفر، میزان مشارکت: ۸۷٫۹۳٪ | تعداد واجدان حق رأی: ۵۰٬۴۸۳ نفر، میزان مشارکت: ۸۷٫۹۳٪ | تعداد واجدان حق رأی: ۵۰٬۴۸۳ نفر، میزان مشارکت: ۸۷٫۹۳٪ |
| ر.                                                    | نامزد                                                 | فهرست‌های اصلی                                         | فهرست‌های اصلی                                         | سایر                                                  | رأی                                                   | ٪                                                     |
| ----------------------------------------------------- | ----------------------------------------------------- | ----------------------------------------------------- | ----------------------------------------------------- | ----------------------------------------------------- | ----------------------------------------------------- | ----------------------------------------------------- |
| ۱                                                     | شاپور مرحبا (س.)                                      | —                                                     | —                                                     | آری                                                   | ۲۲٬۹۸۴                                                | ۵۱٫۷۸                                                 |
| ۲                                                     | سید تقی بادوام                                        | —                                                     | —                                                     | نه                                                    | ۱۳٬۳۶۳                                                | ۳۰٫۱۰                                                 |
| ۳                                                     | فرهاد دلق‌پوش                                          | —                                                     | —                                                     | نه                                                    | ۶٬۱۸۰                                                 | ۱۳٫۹۲                                                 |
| ۴                                                     | مجموع آرای ۴ نامزد دیگر                               | مجموع آرای ۴ نامزد دیگر                               | مجموع آرای ۴ نامزد دیگر                               | مجموع آرای ۴ نامزد دیگر                               | ۱٬۰۳۲                                                 | ۲٫۵۵                                                  |
| ۵                                                     | مجموع آرای ۴ نامزد دیگر                               | مجموع آرای ۴ نامزد دیگر                               | مجموع آرای ۴ نامزد دیگر                               | مجموع آرای ۴ نامزد دیگر                               | ۱٬۰۳۲                                                 | ۲٫۵۵                                                  |
| ۶                                                     | مجموع آرای ۴ نامزد دیگر                               | مجموع آرای ۴ نامزد دیگر                               | مجموع آرای ۴ نامزد دیگر                               | مجموع آرای ۴ نامزد دیگر                               | ۱٬۰۳۲                                                 | ۲٫۵۵                                                  |
| ۷                                                     | مجموع آرای ۴ نامزد دیگر                               | مجموع آرای ۴ نامزد دیگر                               | مجموع آرای ۴ نامزد دیگر                               | مجموع آرای ۴ نامزد دیگر                               | ۱٬۰۳۲                                                 | ۲٫۵۵                                                  |
| آرای باطلهٔ مأخوذه                                     | آرای باطلهٔ مأخوذه                                     | آرای باطلهٔ مأخوذه                                     | آرای باطلهٔ مأخوذه                                     | آرای باطلهٔ مأخوذه                                     | ۷۳۱                                                   | ۱٫۶۵                                                  |
| کل آرای مأخوذه                                        | کل آرای مأخوذه                                        | کل آرای مأخوذه                                        | کل آرای مأخوذه                                        | کل آرای مأخوذه                                        | ۴۴٬۳۹۰                                                | ۱۰۰                                                   |

### دوره هشتم
در این دوره، حوزه‌های انتخابیه بندرانزلی و آستارا هرکدام با ۸ نفر، کمترین تعداد نامزدان استان گیلان را داشتند. صلاحیت هر ۸ نامزد به تأیید هیئت اجرایی رسید با این حال، هیئت نظارت فقط ۳ نفر را تأیید کرد. علی‌رغم افزوده شدن ۳ نامزد دیگر به شمار نامزدان تأییدشده، صلاحیت شاپور مرحبا نمایندهٔ وقت باز هم تأیید نشد سرانجام وی توانست مجوز حضور خود را از شورای نگهبان دریافت کند. هر چند که از چهارمین حضور در مجلس بازماند. هشتمین دوره انتخابات مجلس شورای اسلامی در روز ۲۴ اسفند ۱۳۸۶ برگزار شده و فرهاد دلق‌پوش به مجلس، راه پیدا کرد:
| ۲۴ اسفند ۱۳۸۶                                         | ۲۴ اسفند ۱۳۸۶                                         | ۲۴ اسفند ۱۳۸۶                                         | ۲۴ اسفند ۱۳۸۶                                         | ۲۴ اسفند ۱۳۸۶                                         | ۲۴ اسفند ۱۳۸۶                                         | ۲۴ اسفند ۱۳۸۶                                         |
| تعداد واجدان حق رأی: ۵۴٬۹۲۸ نفر، میزان مشارکت: ۷۹٫۵۳٪ | تعداد واجدان حق رأی: ۵۴٬۹۲۸ نفر، میزان مشارکت: ۷۹٫۵۳٪ | تعداد واجدان حق رأی: ۵۴٬۹۲۸ نفر، میزان مشارکت: ۷۹٫۵۳٪ | تعداد واجدان حق رأی: ۵۴٬۹۲۸ نفر، میزان مشارکت: ۷۹٫۵۳٪ | تعداد واجدان حق رأی: ۵۴٬۹۲۸ نفر، میزان مشارکت: ۷۹٫۵۳٪ | تعداد واجدان حق رأی: ۵۴٬۹۲۸ نفر، میزان مشارکت: ۷۹٫۵۳٪ | تعداد واجدان حق رأی: ۵۴٬۹۲۸ نفر، میزان مشارکت: ۷۹٫۵۳٪ |
| ر.                                                    | نامزد                                                 | فهرست‌های اصلی                                         | فهرست‌های اصلی                                         | سایر                                                  | رأی                                                   | ٪                                                     |
| ----------------------------------------------------- | ----------------------------------------------------- | ----------------------------------------------------- | ----------------------------------------------------- | ----------------------------------------------------- | ----------------------------------------------------- | ----------------------------------------------------- |
| ۱                                                     | فرهاد دلق‌پوش                                          | —                                                     | —                                                     | آری [ ب ]                                             | ۱۸٬۲۶۹                                                | ۴۱٫۸۲                                                 |
| ۲                                                     | شاپور مرحبا (م.)                                      |                                                       | ائتلاف فراگیر                                         | آری                                                   | ۱۳٬۴۶۲                                                | ۳۰٫۸۲                                                 |
| ۳                                                     | علیرضا نعمتی                                          |                                                       | جبهه متحد                                             | نه                                                    | ۵٬۹۹۴                                                 | ۱۳٫۷۲                                                 |
| ۴                                                     | صفر نعیمی                                             | —                                                     | —                                                     | آری                                                   | ۴٬۴۹۳                                                 | ۱۰٫۲۸                                                 |
| ۵                                                     | شهرام واصلی                                           | —                                                     | —                                                     | نه                                                    | ۸۰۹                                                   | ۱٫۸۵                                                  |
| ۶                                                     | اکبر نوری‌پور                                          | —                                                     | —                                                     | نه                                                    | ۶۴                                                    | ۰٫۱۵                                                  |
| ۷                                                     | خسرو شاهین                                            | —                                                     | —                                                     | نه                                                    | ۴۷                                                    | ۰٫۱۱                                                  |
| آرای باطلهٔ مأخوذه                                     | آرای باطلهٔ مأخوذه                                     | آرای باطلهٔ مأخوذه                                     | آرای باطلهٔ مأخوذه                                     | آرای باطلهٔ مأخوذه                                     | ۵۴۸                                                   | ۱٫۲۵                                                  |
| کل آرای مأخوذه                                        | کل آرای مأخوذه                                        | کل آرای مأخوذه                                        | کل آرای مأخوذه                                        | کل آرای مأخوذه                                        | ۴۳٬۶۸۶                                                | ۱۰۰                                                   |

### دوره نهم
برای انتخابات مجلس نهم، ۱۳ داوطلب ثبت‌نام کردند که ۲ نفر از آنان انصراف داده و از بین ۱۱ نفر، فقط ۴ نفر به تأیید هیئت اجرایی رسید. هیئت نظارت نیز همین تعداد را تأیید کرد. فرهاد دلق‌پوش نمایندهٔ وقت آستارا و شاپور مرحبا نمایندهٔ سابق، هر دو ردصلاحیت شده و از دور رقابت خارج شدند. نهمین دوره انتخابات مجلس شورای اسلامی در روز ۱۲ اسفند ۱۳۹۰ برگزار شده و صفر نعیمی به مجلس، راه پیدا کرد:
| ۱۲ اسفند ۱۳۹۰                                         | ۱۲ اسفند ۱۳۹۰                                         | ۱۲ اسفند ۱۳۹۰                                         | ۱۲ اسفند ۱۳۹۰                                         | ۱۲ اسفند ۱۳۹۰                                         | ۱۲ اسفند ۱۳۹۰                                         | ۱۲ اسفند ۱۳۹۰                                         |
| تعداد واجدان حق رأی: ۵۲٬۷۹۸ نفر، میزان مشارکت: ۹۳٫۱۴٪ | تعداد واجدان حق رأی: ۵۲٬۷۹۸ نفر، میزان مشارکت: ۹۳٫۱۴٪ | تعداد واجدان حق رأی: ۵۲٬۷۹۸ نفر، میزان مشارکت: ۹۳٫۱۴٪ | تعداد واجدان حق رأی: ۵۲٬۷۹۸ نفر، میزان مشارکت: ۹۳٫۱۴٪ | تعداد واجدان حق رأی: ۵۲٬۷۹۸ نفر، میزان مشارکت: ۹۳٫۱۴٪ | تعداد واجدان حق رأی: ۵۲٬۷۹۸ نفر، میزان مشارکت: ۹۳٫۱۴٪ | تعداد واجدان حق رأی: ۵۲٬۷۹۸ نفر، میزان مشارکت: ۹۳٫۱۴٪ |
| ر.                                                    | نامزد                                                 | فهرست‌های اصلی                                         | فهرست‌های اصلی                                         | سایر                                                  | رأی                                                   | ٪                                                     |
| ----------------------------------------------------- | ----------------------------------------------------- | ----------------------------------------------------- | ----------------------------------------------------- | ----------------------------------------------------- | ----------------------------------------------------- | ----------------------------------------------------- |
| ۱                                                     | صفر نعیمی                                             | —                                                     | —                                                     | آری                                                   | ۲۴٬۰۶۲                                                | ۴۸٫۹۳                                                 |
| ۲                                                     | میثم ضارب‌نیا                                          | —                                                     | —                                                     | نه                                                    | ۱۲٬۱۴۹                                                | ۲۴٫۷۱                                                 |
| ۳                                                     | علیرضا نعمتی                                          |                                                       | جبهه متحد                                             | آری                                                   | ۱۰٬۴۰۲                                                | ۲۱٫۱۵                                                 |
| ۳                                                     | علیرضا نعمتی                                          | جبهه پایداری                                          |                                                       | آری                                                   | ۱۰٬۴۰۲                                                | ۲۱٫۱۵                                                 |
| ۳                                                     | علیرضا نعمتی                                          | جبهه ایستادگی                                         |                                                       | آری                                                   | ۱۰٬۴۰۲                                                | ۲۱٫۱۵                                                 |
| ۴                                                     | عسگر غنی                                              | —                                                     | —                                                     | نه                                                    | ۱٬۱۹۰                                                 | ۲٫۴۲                                                  |
| آرای باطلهٔ مأخوذه                                     | آرای باطلهٔ مأخوذه                                     | آرای باطلهٔ مأخوذه                                     | آرای باطلهٔ مأخوذه                                     | آرای باطلهٔ مأخوذه                                     | ۱٬۳۷۱                                                 | ۲٫۷۹                                                  |
| کل آرای مأخوذه                                        | کل آرای مأخوذه                                        | کل آرای مأخوذه                                        | کل آرای مأخوذه                                        | کل آرای مأخوذه                                        | ۴۹٬۱۷۴                                                | ۱۰۰                                                   |

### دوره دهم
در انتخابات مجلس دهم، ۳۴ نفر داوطلب نامزدی شدند که صلاحیت ۱۵ نفر تأیید شد و ۱ نفر نیز در مرحله تجدیدنظر افزوده شد. صفر نعیمی نمایندهٔ وقت به همراه شاپور مرحبا و فرهاد دلق‌پوش نمایندگان اسبق و سابق ردصلاحیت شدند. غلامرضا مرحبا، برادرزادهٔ شاپور مرحبا، از حوزه انتخابیه تهران، ری، شمیرانات، اسلامشهر و پردیس ثبت‌نام کرده و سپس نامزدی خود را، پیش از شروع رسمی تبلیغات انتخاباتی، به حوزه انتخابیه آستارا منتقل کرد.
در آخرین روز تبلیغات انتخاباتی، یکی از نامزدها انصراف داد. دهمین دوره انتخابات مجلس شورای اسلامی در روز ۷ اسفند ۱۳۹۴ برگزار شده و ولی داداشی به مجلس راه پیدا کرد.
| ۷ اسفند ۱۳۹۴                                          | ۷ اسفند ۱۳۹۴                                          | ۷ اسفند ۱۳۹۴                                          | ۷ اسفند ۱۳۹۴                                          | ۷ اسفند ۱۳۹۴                                          | ۷ اسفند ۱۳۹۴                                          | ۷ اسفند ۱۳۹۴                                          |
| تعداد واجدان حق رأی: ۶۱٬۳۶۵ نفر، میزان مشارکت: ۸۲٫۸۹٪ | تعداد واجدان حق رأی: ۶۱٬۳۶۵ نفر، میزان مشارکت: ۸۲٫۸۹٪ | تعداد واجدان حق رأی: ۶۱٬۳۶۵ نفر، میزان مشارکت: ۸۲٫۸۹٪ | تعداد واجدان حق رأی: ۶۱٬۳۶۵ نفر، میزان مشارکت: ۸۲٫۸۹٪ | تعداد واجدان حق رأی: ۶۱٬۳۶۵ نفر، میزان مشارکت: ۸۲٫۸۹٪ | تعداد واجدان حق رأی: ۶۱٬۳۶۵ نفر، میزان مشارکت: ۸۲٫۸۹٪ | تعداد واجدان حق رأی: ۶۱٬۳۶۵ نفر، میزان مشارکت: ۸۲٫۸۹٪ |
| ر.                                                    | نامزد                                                 | فهرست‌های اصلی                                         | فهرست‌های اصلی                                         | سایر                                                  | رأی                                                   | ٪                                                     |
| ----------------------------------------------------- | ----------------------------------------------------- | ----------------------------------------------------- | ----------------------------------------------------- | ----------------------------------------------------- | ----------------------------------------------------- | ----------------------------------------------------- |
| ۱                                                     | ولی داداشی                                            | —                                                     | —                                                     | نه                                                    | ۱۴٬۱۷۳                                                | ۲۷٫۸۶                                                 |
| ۲                                                     | غلامرضا مرحبا                                         |                                                       | ائتلاف بزرگ                                           | آری                                                   | ۱۰٬۶۰۸                                                | ۲۰٫۸۵                                                 |
| ۳                                                     | جلیل کریمی‌نژاد                                        | —                                                     | —                                                     | نه                                                    | ۶٬۶۲۵                                                 | ۱۳٫۰۲                                                 |
| ۴                                                     | بختیار حیدرنیا                                        |                                                       | جبهه تدبیر                                            | آری                                                   | ۵٬۷۸۶                                                 | ۱۱٫۳۷                                                 |
| ۵                                                     | میثم ضارب‌نیا                                          | —                                                     | —                                                     | نه                                                    | ۳٬۱۶۰                                                 | ۶٫۲۱                                                  |
| ۶                                                     | علیرضا نعمتی                                          | —                                                     | —                                                     | نه                                                    | ۲٬۹۳۱                                                 | ۵٫۷۶                                                  |
| ۷                                                     | داریوش حشمت                                           | —                                                     | —                                                     | نه                                                    | ۱٬۷۴۹                                                 | ۳٫۴۴                                                  |
| ۸                                                     | کیوان اسدپور                                          | —                                                     | —                                                     | نه                                                    | ۱٬۶۰۷                                                 | ۳٫۱۶                                                  |
| ۹                                                     | حسین دهزادگان                                         | —                                                     | —                                                     | نه                                                    | ۱٬۱۵۵                                                 | ۲٫۲۷                                                  |
| ۱۰                                                    | سخاوت سلیمان‌نژاد                                      | —                                                     | —                                                     | نه                                                    | ۷۲۶                                                   | ۱٫۴۳                                                  |
| ۱۱                                                    | سیروس فیاضی                                           | —                                                     | —                                                     | نه                                                    | ۵۰۱                                                   | ۰٫۹۹                                                  |
| ۱۲                                                    | رضوان دریابیان                                        | —                                                     | —                                                     | نه                                                    | ۳۲۴                                                   | ۰٫۶۴                                                  |
| ۱۳                                                    | بهمن ابراهیمی جله‌کران                                 | —                                                     | —                                                     | نه                                                    | ۲۴۷                                                   | ۰٫۴۹                                                  |
| ۱۴                                                    | مسعود طراری                                           | —                                                     | —                                                     | نه                                                    | ۷۲                                                    | ۰٫۱۴                                                  |
| ۱۵                                                    | عسگر غنی                                              | —                                                     | —                                                     | نه                                                    | ۶۵                                                    | ۰٫۱۳                                                  |
| آرای باطلهٔ مأخوذه                                     | آرای باطلهٔ مأخوذه                                     | آرای باطلهٔ مأخوذه                                     | آرای باطلهٔ مأخوذه                                     | آرای باطلهٔ مأخوذه                                     | ۱٬۱۳۷                                                 | ۲٫۲۴                                                  |
| کل آرای مأخوذه                                        | کل آرای مأخوذه                                        | کل آرای مأخوذه                                        | کل آرای مأخوذه                                        | کل آرای مأخوذه                                        | ۵۰٬۸۶۶                                                | ۱۰۰                                                   |

### دوره یازدهم
از بین ۴۲ نفری که داوطلب نامزدی در انتخابات مجلس یازدهم شدند، ۵ نفر پیش از آغاز بررسی صلاحیت‌ها انصراف دادند. سرانجام صلاحیت ۱۱ نفر توسط هیئت نظارت تأیید شد و ۳ نفر نیز در مرحلهٔ تجدیدنظر افزوده شد. تعدادی از نامزدهای تأییدشده، پیش از روز انتخابات انصراف داده و رقابت بین ۱۰ نفر برگزار شد. شاپور مرحبا و صفر نعیمی، نمایندگان سابق آستارا، در این دوره هم جزو نامزدهای ردصلاحیت‌شده بودند. حمایت جمعی از نامزدهای ردصلاحیت‌شده به‌ویژه صفر نعیمی از اسد معانی، از اتفاقات بحث‌برانگیز این دوره بود.
یازدهمین دوره انتخابات مجلس شورای اسلامی در روز ۲ اسفند ۱۳۹۸ برگزار شده و غلامرضا مرحبا به مجلس راه پیدا کرد. نتیجه نهایی انتخابات به شرح زیر است:
| ۲ اسفند ۱۳۹۸                                          | ۲ اسفند ۱۳۹۸                                          | ۲ اسفند ۱۳۹۸                                          | ۲ اسفند ۱۳۹۸                                          | ۲ اسفند ۱۳۹۸                                          | ۲ اسفند ۱۳۹۸                                          | ۲ اسفند ۱۳۹۸                                          |
| تعداد واجدان حق رأی: ۶۵٬۵۷۰ نفر، میزان مشارکت: ۶۳٫۹۷٪ | تعداد واجدان حق رأی: ۶۵٬۵۷۰ نفر، میزان مشارکت: ۶۳٫۹۷٪ | تعداد واجدان حق رأی: ۶۵٬۵۷۰ نفر، میزان مشارکت: ۶۳٫۹۷٪ | تعداد واجدان حق رأی: ۶۵٬۵۷۰ نفر، میزان مشارکت: ۶۳٫۹۷٪ | تعداد واجدان حق رأی: ۶۵٬۵۷۰ نفر، میزان مشارکت: ۶۳٫۹۷٪ | تعداد واجدان حق رأی: ۶۵٬۵۷۰ نفر، میزان مشارکت: ۶۳٫۹۷٪ | تعداد واجدان حق رأی: ۶۵٬۵۷۰ نفر، میزان مشارکت: ۶۳٫۹۷٪ |
| ر.                                                    | نامزد                                                 | فهرست‌های اصلی                                         | فهرست‌های اصلی                                         | سایر                                                  | رأی                                                   | ٪                                                     |
| ----------------------------------------------------- | ----------------------------------------------------- | ----------------------------------------------------- | ----------------------------------------------------- | ----------------------------------------------------- | ----------------------------------------------------- | ----------------------------------------------------- |
| ۱                                                     | غلامرضا مرحبا                                         | —                                                     | —                                                     | آری                                                   | ۱۴٬۸۳۴                                                | ۳۵٫۳۶                                                 |
| ۲                                                     | اسد معانی                                             | —                                                     | —                                                     | آری                                                   | ۱۱٬۲۶۹                                                | ۲۶٫۸۷                                                 |
| ۳                                                     | ولی داداشی (م.)                                       |                                                       | شورای ائتلاف                                          | آری                                                   | ۸٬۵۱۷                                                 | ۲۰٫۳۰                                                 |
| ۴                                                     | احد نجار                                              | —                                                     | —                                                     | نه                                                    | ۲٬۴۷۴                                                 | ۵٫۹۰                                                  |
| ۵                                                     | فرشاد پورافقی                                         |                                                       | یاران هاشمی                                           | نه                                                    | ۲٬۴۵۴                                                 | ۵٫۸۵                                                  |
| ۶                                                     | زهرا سعادتی                                           | —                                                     | —                                                     | نه                                                    | ۷۳۹                                                   | ۱٫۷۶                                                  |
| ۷                                                     | سید عبدالعظیم سیدتقوی                                 | —                                                     | —                                                     | نه                                                    | ۲۴۶                                                   | ۰٫۵۹                                                  |
| ۸                                                     | کیهان نگاری                                           | —                                                     | —                                                     | نه                                                    | ۲۱۳                                                   | ۰٫۵۱                                                  |
| ۹                                                     | بهروز عبادزاده                                        | —                                                     | —                                                     | نه                                                    | ۱۸۶                                                   | ۰٫۴۴                                                  |
| ۱۰                                                    | ناصر حمیدی‌زارع                                        | —                                                     | —                                                     | نه                                                    | ۸۶                                                    | ۰٫۲۱                                                  |
| آرای باطلهٔ مأخوذه                                     | آرای باطلهٔ مأخوذه                                     | آرای باطلهٔ مأخوذه                                     | آرای باطلهٔ مأخوذه                                     | آرای باطلهٔ مأخوذه                                     | ۹۲۷                                                   | ۲٫۲۱                                                  |
| کل آرای مأخوذه                                        | کل آرای مأخوذه                                        | کل آرای مأخوذه                                        | کل آرای مأخوذه                                        | کل آرای مأخوذه                                        | ۴۱٬۹۴۵                                                | ۱۰۰                                                   |

### دوره دوازدهم
در انتخابات دورهٔ دوازدهم، تغییرات متعددی در شمار نامزدان تأییدشده رخ داد. ابتدا ۶۲ نفر در پیش‌ثبت‌نام شرکت کردند که ثبت‌نام ۳۷ نفر قطعی شد. صلاحیت ۳۵ نفر توسط هیئت اجرایی تأیید شد. از ۳۷ نفر نامزد که ثبت‌نام کرده بودند، ۱ نفر پیش از بررسی هیئت اجرایی و ۲ نفر پیش از بررسی هیئت نظارت انصراف دادند. در مرحلهٔ بعد، صلاحیت ۳۴ نفر توسط هیئت نظارت بررسی شد که ۱۵ نفر تأیید شدند. همچنین در سه مرحله و در مجموع ۷ نفر دیگر هم به شمار نامزدان تأییدشده افزوده شد هر چند که یک نفر دوباره رد شد و تعداد نامزدان نهایی ۲۱ نفر شد. فرهاد دلق‌پوش و صفر نعیمی، نمایندگان اسبق آستارا، در این دوره هم جزو نامزدهای ردصلاحیت‌شده بودند با این حال ولی داداشی نمایندهٔ سابق، صلاحیت خود را از هیئت‌های اجرایی و نظارت دریافت کرد تا برای بار سوم با غلامرضا مرحبا رقابت کند. پیش از روز انتخابات، دو نفر از نامزدان، انصراف خود را اعلام کردند.
دوازدهمین دوره انتخابات مجلس شورای اسلامی در روز ۱۱ اسفند ۱۴۰۲ برگزار شده و ولی داداشی برای دومین بار به مجلس راه پیدا کرد.
| ۱۱ اسفند ۱۴۰۲                                         | ۱۱ اسفند ۱۴۰۲                                         | ۱۱ اسفند ۱۴۰۲                                         | ۱۱ اسفند ۱۴۰۲                                         | ۱۱ اسفند ۱۴۰۲                                         | ۱۱ اسفند ۱۴۰۲                                         | ۱۱ اسفند ۱۴۰۲                                         |
| تعداد واجدان حق رأی: ۶۸٬۸۵۶ نفر، میزان مشارکت: ۷۲٫۷۷٪ | تعداد واجدان حق رأی: ۶۸٬۸۵۶ نفر، میزان مشارکت: ۷۲٫۷۷٪ | تعداد واجدان حق رأی: ۶۸٬۸۵۶ نفر، میزان مشارکت: ۷۲٫۷۷٪ | تعداد واجدان حق رأی: ۶۸٬۸۵۶ نفر، میزان مشارکت: ۷۲٫۷۷٪ | تعداد واجدان حق رأی: ۶۸٬۸۵۶ نفر، میزان مشارکت: ۷۲٫۷۷٪ | تعداد واجدان حق رأی: ۶۸٬۸۵۶ نفر، میزان مشارکت: ۷۲٫۷۷٪ | تعداد واجدان حق رأی: ۶۸٬۸۵۶ نفر، میزان مشارکت: ۷۲٫۷۷٪ |
| ر.                                                    | نامزد                                                 | فهرست‌های اصلی                                         | فهرست‌های اصلی                                         | سایر                                                  | رأی                                                   | ٪                                                     |
| ----------------------------------------------------- | ----------------------------------------------------- | ----------------------------------------------------- | ----------------------------------------------------- | ----------------------------------------------------- | ----------------------------------------------------- | ----------------------------------------------------- |
| ۱                                                     | ولی داداشی (س.)                                       |                                                       | ائتلاف اُمناء                                          | آری                                                   | ۱۶٬۴۷۴                                                | ۳۲٫۸۸                                                 |
| ۲                                                     | غلامرضا مرحبا (م.)                                    |                                                       | شورای ائتلاف                                          | آری                                                   | ۱۵٬۴۱۷                                                | ۳۰٫۷۷                                                 |
| ۲                                                     | غلامرضا مرحبا (م.)                                    | شورای وحدت                                            |                                                       | آری                                                   | ۱۵٬۴۱۷                                                | ۳۰٫۷۷                                                 |
| ۳                                                     | اسد معانی                                             | —                                                     | —                                                     | نه                                                    | ۱۰٬۲۲۳                                                | ۲۰٫۴۰                                                 |
| ۴                                                     | احد نجار                                              | —                                                     | —                                                     | نه                                                    | ۳٬۳۳۸                                                 | ۶٫۶۶                                                  |
| ۵                                                     | جواد معیتی                                            | —                                                     | —                                                     | نه                                                    | ۷۰۸                                                   | ۱٫۴۱                                                  |
| ۶                                                     | معصومه طهماسبی                                        | —                                                     | —                                                     | نه                                                    | ۴۸۷                                                   | ۰٫۹۷                                                  |
| ۷                                                     | فرشید رحیمی                                           | —                                                     | —                                                     | نه                                                    | ۴۲۶                                                   | ۰٫۸۵                                                  |
| ۸                                                     | بیژن حیادخت                                           | —                                                     | —                                                     | نه                                                    | ۴۱۴                                                   | ۰٫۸۳                                                  |
| ۹                                                     | حسن عاطفی                                             | —                                                     | —                                                     | نه                                                    | ۲۱۹                                                   | ۰٫۴۴                                                  |
| ۱۰                                                    | مهران مهرآور                                          | —                                                     | —                                                     | نه                                                    | ۱۸۴                                                   | ۰٫۳۷                                                  |
| ۱۱                                                    | بهمن ابراهیمی جله‌کران                                 | —                                                     | —                                                     | نه                                                    | ۱۴۶                                                   | ۰٫۲۹                                                  |
| ۱۲                                                    | فرهاد طایفه حیدری                                     |                                                       | صبح ایران                                             | نه                                                    | ۱۲۷                                                   | ۰٫۲۵                                                  |
| ۱۳                                                    | پیام حسین‌نژادی                                        | —                                                     | —                                                     | نه                                                    | ۱۱۰                                                   | ۰٫۲۲                                                  |
| ۱۴                                                    | بهنام آدم‌زاده                                         | —                                                     | —                                                     | نه                                                    | ۵۵                                                    | ۰٫۱۱                                                  |
| ۱۵                                                    | ارشدعلی هنری                                          | —                                                     | —                                                     | نه                                                    | ۴۱                                                    | ۰٫۰۸                                                  |
| ۱۶                                                    | محمد ضاربیان                                          | —                                                     | —                                                     | نه                                                    | ۱۸                                                    | ۰٫۰۳                                                  |
| ۱۷                                                    | عمران نورعباس                                         | —                                                     | —                                                     | نه                                                    | ۱۷                                                    | ۰٫۰۳                                                  |
| ۱۸                                                    | علی نجف‌زاده                                           | —                                                     | —                                                     | نه                                                    | ۱۲                                                    | ۰٫۰۲                                                  |
| ۱۹                                                    | کاظم داوری                                            | —                                                     | —                                                     | نه                                                    | ۹                                                     | ۰٫۰۲                                                  |
| آرای باطلهٔ مأخوذه                                     | آرای باطلهٔ مأخوذه                                     | آرای باطلهٔ مأخوذه                                     | آرای باطلهٔ مأخوذه                                     | آرای باطلهٔ مأخوذه                                     | ۱٬۶۷۹                                                 | ۳٫۳۶                                                  |
| کل آرای مأخوذه                                        | کل آرای مأخوذه                                        | کل آرای مأخوذه                                        | کل آرای مأخوذه                                        | کل آرای مأخوذه                                        | ۵۰٬۱۰۴                                                | ۱۰۰                                                   |

## گرایش‌های سیاسی
در نخستین انتخابات ریاست‌جمهوری که به پیروزی سید ابوالحسن بنی‌صدر منتهی شد، آرای مردم آستارا به شرح زیر است:
| ۱                 | سید ابوالحسن بنی‌صدر | ۶٬۹۱۸ | ۷۵٫۴۱ |
| ۲                 | سید احمد مدنی       | ۱٬۳۴۲ | ۱۴٫۶۳ |
| ۳                 | حسن حبیبی           | ۴۵۱   | ۴٫۹۲  |
| ۴                 | کاظم سامی           | ۱۹۶   | ۲٫۱۴  |
| ۵                 | داریوش فروهر        | ۱۷۶   | ۱٫۹۲  |
| ۶                 | سید صادق طباطبایی   | ۱۳۵   | ۱٫۴۷  |
| ۷                 | صادق قطب‌زاده        | ۱۵    | ۰٫۱۶  |
| ۸                 | محمد مکری           | ۳     | ۰٫۰۳  |
| …                 | سایر نامزدها        | ۰     | ۰     |
| آرای باطلهٔ مأخوذه | آرای باطلهٔ مأخوذه   | ۳۷    | ۰٫۰۴  |
| کل آرای مأخوذه    | کل آرای مأخوذه      | ۹٬۱۷۴ | ۱۰۰   |

در هفتمین انتخابات ریاست‌جمهوری که به پیروزی سید محمد خاتمی منتهی شد، اسماعیل آهنی نمایندهٔ مجلس دوم از خاتمی حمایت کرد. ۲۹٬۳۲۳ نفر در انتخابات ۲ خرداد ۱۳۷۶ رأی دادند که ۸۰ درصد از حدود ۳۷ هزار واجد حق رأی را شامل می‌شد. این در حالی است که میزان مشارکت در ششمین انتخابات ریاست‌جمهوری (۱۳۷۲)، ۵۴ درصد بود.
در هشتمین انتخابات ریاست‌جمهوری که به پیروزی سید محمد خاتمی منتهی شد، نتیجه آرای آستارا به شرح زیر است:
| ۱                 | سید محمد خاتمی     | ۳۰٬۱۴۵ | ۸۷٫۵۸ |
| ۲                 | احمد توکلی         | ۱٬۷۳۳  | ۵٫۰۴  |
| ۳                 | علی شمخانی         | ۹۳۱    | ۲٫۷۱  |
| ۴                 | عبدالله جاسبی      | ۵۴۶    | ۱٫۵۹  |
| ۵                 | سید محمود کاشانی   | ۳۲۸    | ۰٫۹۵  |
| ۶                 | حسن غفوری‌فرد       | ۱۴۵    | ۰٫۴۲  |
| ۷                 | سید منصور رضوی     | ۱۴۲    | ۰٫۴۱  |
| ۸                 | سید شهاب‌الدین صدر  | ۴۴     | ۰٫۱۳  |
| ۹                 | علی فلاحیان        | ۴۳     | ۰٫۱۳  |
| ۱۰                | سید مصطفی هاشمی‌طبا | ۱۸     | ۰٫۰۵  |
| آرای باطلهٔ مأخوذه | آرای باطلهٔ مأخوذه  | ۳۴۶    | ۱٫۰۱  |
| کل آرای مأخوذه    | کل آرای مأخوذه     | ۳۴٬۴۲۱ | ۱۰۰   |

در نهمین انتخابات ریاست‌جمهوری که به پیروزی محمود احمدی‌نژاد منتهی شد، ۵۲ هزار یا ۵۴ هزار نفر واجد حق رأی در آستارا بودند. فضای تبلیغاتی در این دوره، بسیار رقابتی توصیف شده‌است. محسن مهرعلیزاده و علی لاریجانی نامزدهایی بودند که برای فعالیت تبلیغی به آستارا سفر کردند. در دور نخست انتخابات، مشارکت حدود ۶۴ درصد بوده و رتبهٔ اول آرای شهرستان به مصطفی معین اختصاص داشت.
در دهمین انتخابات ریاست‌جمهوری که به پیروزی محمود احمدی‌نژاد منتهی شد، فرهاد دلق‌پوش نمایندهٔ وقت به همراه محمد فرض‌پور نمایندهٔ مجلس سوم در ردیف حامیان میرحسین موسوی بودند. ستاد انتخاباتی میرحسین موسوی در آستارا از سوی نزدیکان حسن زحمتکش نمایندهٔ اصلاح‌طلب مجلس ششم دایر شده و ستاد مستقل دیگری نیز توسط بهمن پریان، رئیس سابق شورای شهر و از نزدیکان شاپور مرحبا نمایندهٔ اصول‌گرای مجلس هفتم، راه‌اندازی شد. نتیجه آرای آستارا به شرح زیر است:
| ۱                 | محمود احمدی‌نژاد   | ۲۷٬۱۵۶ | ۵۷٫۵۷ |
| ۲                 | میرحسین موسوی     | ۱۹٬۰۳۴ | ۴۰٫۳۵ |
| ۳                 | محسن رضایی        | ۳۳۱    | ۰٫۷۰  |
| ۴                 | مهدی کروبی        | ۲۳۲    | ۰٫۴۹  |
| آرای باطلهٔ مأخوذه | آرای باطلهٔ مأخوذه | ۴۱۶    | ۰٫۸۸  |
| کل آرای مأخوذه    | کل آرای مأخوذه    | ۴۷٬۱۶۹ | ۱۰۰   |

در یازدهمین انتخابات ریاست‌جمهوری که به پیروزی حسن روحانی منتهی شد، سرهنگ پاسدار صفر نعیمی نمایندهٔ وقت و سخنگوی فراکسیون رهروان ولایت در مجلس نهم، حامی علی‌اکبر ولایتی بود. سرهنگ پاسدار علیرضا نعمتی، فرمانده سابق سپاه آستارا که به منظور شرکت در انتخابات دوره هشتم از سمت خود استعفا داد و در دوره‌های نهم و دهم نیز نامزد شد، رئیس ستاد انتخاباتی سعید جلیلی در آستارا بود. محمدصادق برنج‌چی که نامزد ردصلاحیت‌شده در دوره‌های هشتم، نهم و دهم است، رئیس ستاد انتخاباتی محمدرضا عارف بود. نتیجه آرای آستارا به شرح زیر است:
| ۱                 | حسن روحانی        | ۳۸٬۹۳۲ | ۶۹٫۷۶ |
| ۲                 | محمدباقر قالیباف  | ۶٬۹۰۳  | ۱۲٫۳۷ |
| ۳                 | سعید جلیلی        | ۲٬۹۵۸  | ۵٫۳۰  |
| ۴                 | علی‌اکبر ولایتی    | ۲٬۸۷۱  | ۵٫۱۴  |
| ۵                 | محسن رضایی        | ۲٬۲۷۶  | ۴٫۰۸  |
| ۶                 | سید محمد غرضی     | ۶۷۸    | ۱٫۲۱  |
| آرای باطلهٔ مأخوذه | آرای باطلهٔ مأخوذه | ۱٬۱۹۱  | ۲٫۱۴  |
| کل آرای مأخوذه    | کل آرای مأخوذه    | ۵۵٬۸۰۹ | ۱۰۰   |

در دوازدهمین انتخابات ریاست‌جمهوری که به پیروزی حسن روحانی منتهی شد، سرهنگ پاسدار خلیل توشه نامزد انصرافی دوره دهم رئیس ستاد انتخاباتی محمدباقر قالیباف و سرهنگ پاسدار جلیل کریمی‌نژاد دیگر نامزد دوره دهم و نامزد ردصلاحیت‌شدهٔ دوره یازدهم، رئیس ستاد مردمی قالیباف در آستارا بود. ولی داداشی، نمایندهٔ وقت، از سید ابراهیم رئیسی حمایت کرد و شاپور مرحبا نمایندهٔ دوره‌های چهارم، پنجم و هفتم، خود را «اصول‌گرای معتدل» نامیده و از حسن روحانی حمایت کرد. فرهاد مسعودپی، مسئول شورای مشورتی اصلاح‌طلبان آستارا، رئیس ستاد روحانی در آستارا بود. نتیجه آرای آستارا به شرح زیر است:
| ۱                 | حسن روحانی         | ۴۵٬۰۹۵ | ۷۲٫۷۵ |
| ۲                 | سید ابراهیم رئیسی  | ۱۳٬۲۲۲ | ۲۱٫۳۳ |
| ۳                 | سید مصطفی میرسلیم  | ۱٬۵۷۵  | ۲٫۵۴  |
| ۴                 | سید مصطفی هاشمی‌طبا | ۳۶۵    | ۰٫۵۹  |
| آرای باطلهٔ مأخوذه | آرای باطلهٔ مأخوذه  | ۱٬۷۲۹  | ۲٫۷۹  |
| کل آرای مأخوذه    | کل آرای مأخوذه     | ۶۱٬۹۸۶ | ۱۰۰   |

در سیزدهمین انتخابات ریاست‌جمهوری که به پیروزی سید ابراهیم رئیسی منجر شد، ولی داداشی نمایندهٔ سابق آستارا به عنوان رئیس شورای ستاد مردمی رئیسی در استان گیلان فعالیت داشت. از گرایش‌های سایر نمایندگان ادوار، اطلاعاتی در دست نیست. نتیجه کلی آرای آستارا، بدون اعلام تعداد واجدان حق رأی و تعداد کل آراء، به شرح زیر است:
| ۱                 | سید ابراهیم رئیسی           | ۲۲٬۱۲۸ | —   |
| ۲                 | عبدالناصر همتی              | ۱۰٬۳۹۰ | —   |
| ۳                 | محسن رضایی                  | ۵٬۰۷۰  | —   |
| ۴                 | سید امیرحسین قاضی‌زاده هاشمی | ۲٬۰۲۱  | —   |
| آرای باطلهٔ مأخوذه | آرای باطلهٔ مأخوذه           | —      | —   |
| کل آرای مأخوذه    | کل آرای مأخوذه              | —      | ۱۰۰ |

## یادداشت
1. ↑  حزب اعتدال و توسعه،[۳۸] ائتلاف جمع جوانان پیشگام سازندگی استان گیلان و ائتلاف بزرگ کشاورزان استان گیلان[۳۹]
2. ↑  حزب اعتدال و توسعه،[۴۷] جبهه اصول‌گرایان مستقل[۴۸] ائتلاف کاندیداهای مستقل کشور[۴۹] و کانون روزنامه‌نگاران مستقل شمال[۵۰] همچنین حمایت غیررسمی جبهه مشارکت ایران اسلامی[۵۱]
3. ↑  حزب توسعه و عدالت ایران اسلامی،[۵۳] ائتلاف حزب‌الله[۵۴] و جمعیت آبادگران جوان ایران اسلامی[۵۵]
4. ↑  مجمع متخصصین ایران[۵۷]
5. ↑  ائتلاف آبادگران جهادی[۶۳]
6. ↑  چکاد آزاداندیشان،[۶۵] جبهه دانشگاهیان انقلاب اسلامی،[۶۶] جبهه حامیان ولایت،[۶۷] جبهه متحد اصول‌گرایان ولایی گیلان،[۶۸] و مجمع جوانان عدالت‌خواه گیلان[۶۹]
7. ↑  حزب مؤتلفه اسلامی،[۸۲] جبهه پیروان خط امام و رهبری[۸۳] و ائتلاف معتمدین انقلابی اصول‌گرا[۸۴]
8. ↑  جبهه اعتدال‌گرایان[۸۶]
9. ↑  حزب مؤتلفه اسلامی[۹۷] و ائتلاف وحدت ملی
10. ↑  حزب اعتدال و توسعه،[۹۸] حزب تمدن اسلامی،[۹۹] جبهه پیشرفت، رفاه و عدالت،[۱۰۰] جبهه توسعه گیلان،[۱۰۱] و گیلان سربلند[۱۰۲]
11. ↑  خانه کارگر
12. ↑  جبهه مردمی ایران قوی[۱۱۹] و شبکه راهبردی یاران انقلاب اسلامی[۱۲۰]
13. ↑  حزب دفاع از ایثارگران و قانون اساسی[۱۲۲] و جبههٔ ایران اسلامی[۱۲۳]
14. ↑  زیر نظر سرتیپ پاسدار علیرضا افشار.